# Villa Vizcaya
Villa Vizcaya är en egendom och villa i norditaliensk 1500-talsstil i Coconut Grove, Miami, Florida, USA. Det var industrimannen James Deerings (1859-1925) vinterresidens. Huset ägs numera av Miami-Dade County och är ett museum som kallas Vizcaya Museum and Gardens.
Huset byggdes mellan åren 1914 och 1916 och trädgårdarna på 1920-talet. Vizcaya valdes ut som den plats där president Ronald Reagan formellt välkomnade påve Johannes Paulus II under dennes första besök till Miami i september 1987.